# Obitajemyj ostrov
Obitajemyj ostrov (russisk: Обитаемый остров) er en russisk spillefilm fra 2008 af Fjodor Bondartjuk.

## Medvirkende
- Vasilij Stepanov som Maksim Kammerer
- Julija Snigir som Rada Gaal
- Pjotr Fjodorov som Guy Gaal
- Aleksej Serebrjakov som Rudolf Sikorskij
- Fjodor Bondartjuk